# Finse parlementsverkiezingen 1972
De Finse parlementsverkiezingen in 1972 vonden plaats op 2 en 3 januari 1972.
Na het aftreden van de regering-Karjalainen had interim-premier Teuvo Aura vervroegde verkiezingen uitgeschreven.
De linkse partijen boekten een lichte winst. De Sociaaldemocratische Partij van Finland won drie zetels en haalden 55 zetels. De communistische Volksdemocraten wonnen een zetel en haalden 37 zetels. De Zweedse Volkspartij verloor twee zetels en haalde tien zetels. De Centrumpartij van Ahti Karjalainen verloor een zetel en haalde 36 zetels. De liberalen en de conservatieven verloren zetels terwijl de Boerenpartij en de Christelijke Alliantie zetels wonnen.
Na moeizame onderhandelingen kwam op 21 februari een minderheidskabinet van sociaaldemocraten tot stand. Rafael Paasio werd de nieuwe premier. Maar al op 19 juli bood hij zijn ontslag aan. Op 4 september 1972 werd een meerderheidskabinet gevormd van sociaaldemocraten, de Centrumpartij, de Zweedse Volkspartij en de Liberale Volkspartij met Kalevi Sorsa als premier.
1907 · 1908 · 1909 · 1910 · 1911 · 1913 · 1916 · 1917 · 1919 · 1922 · 1924 · 1927 · 1929 · 1930 · 1933 · 1936 · 1939 · 1945 · 1948 · 1951 · 1954 · 1958 · 1962 · 1966 · 1970 · 1972 · 1975 · 1979 · 1983 · 1987 · 1991 · 1995 · 1999 · 2003 · 2007 · 2011 · 2015 · 2019 · 2023